# シデナム・エドワーズ
シデナム・エドワーズ（Sydenham Teast Edwards、1768年 - 1819年2月8日）は、イギリスの博物画家である。

## 生涯
モンマスシャーのUskに生まれた。父親は校長でオルガン奏者である。母親の一族には有名な医師のリチャード・リース（Richard Reece）がいる。幼いころから画才を示し、11歳の時に、植物画譜の『ロンドンの植物』の模写を行った。『カーティス・ボタニカル・マガジン』の創刊者、ウィリアム・カーティスの友人がエドワーズの絵を見て、カーティスに紹介し、カーティスから植物学と植物画の訓練を受けた。
エドワーズの博物画は人気を集めた。当時世界中から探検家たちによって新しい植物がヨーロッパにもたらされた時代であったので、植物への一般の関心のたかまりは植物画の需要をもたらし、エドワーズは多くの植物画を描いた。『ボタニカル・マガジン』のために1787年から1815年の間に1,700枚の水彩画を描き、1800年に"Cynographica Britannica"の図版を描き、1805年から1807年の間に"New Botanic Garden"のため、1812年に"New Flora Britannica"のために植物画を描いた。カーティスの没した後、ボタニカル・マガジンの編集を引き継いだジョン・シムズと仲違いした後、1815年から1819年の間、自ら編集をおこなって植物雑誌、『ボタニカル・レジスター』（"Botanical Register"）を刊行した。"Pantologia" や『リース百科事典』（"Rees' Cyclopaedia"）などの百科事典の図版も描いた。第13代ダービー伯爵に求められて、1810年から1812年の間に多くのオウムの図を完成させた。エドワーズの絵は当時のスポードなどの陶器メーカーの図柄に影響を与えた。ロンドン・リンネ協会の会員に選ばれた。

## エドワーズの博物画

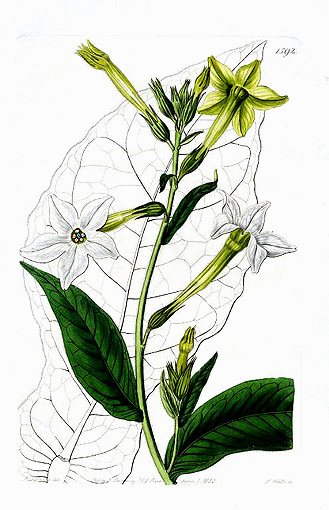
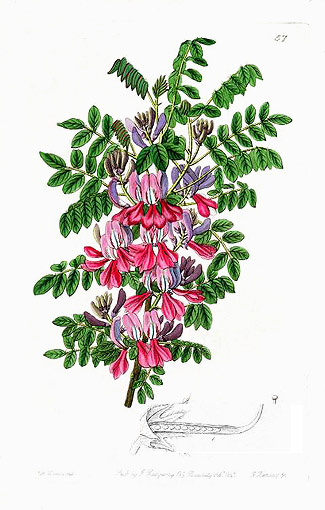
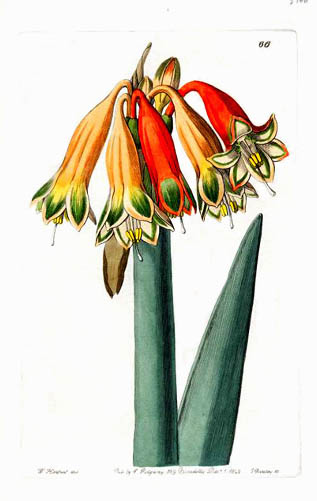
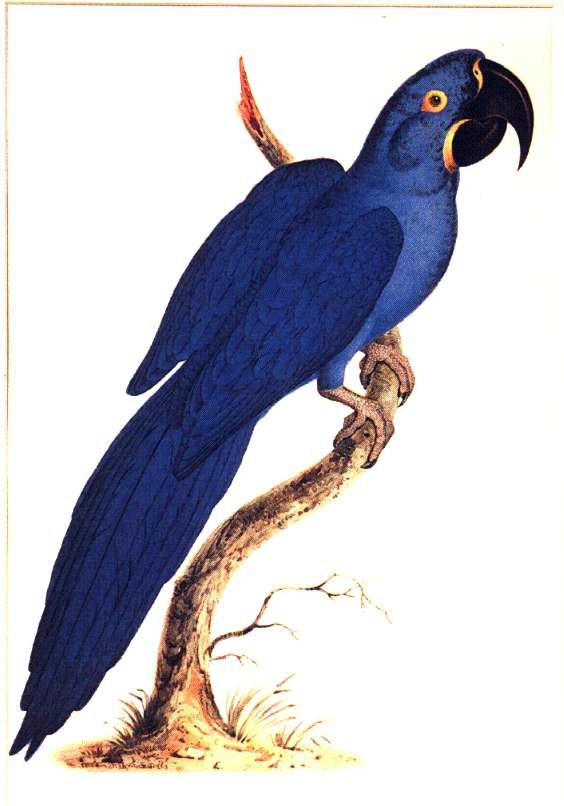